# Egypte-medaille (Verenigd Koninkrijk)
De Egypte Medaille (Engels: "Egypt Medal" of "Egyptian Medal") van het Verenigd Koninkrijk is een Britse campagnemedaille. De medaille werd in 1882 ingesteld en toegekend voor dienst tijdens de militaire acties van het Britse leger tijdens de Anglo-Egyptische Oorlog in 1882. In dat jaar ging een deel van het Egyptische leger muiten uit protest tegen de sinds het openen van het Suez-kanaal groeiende invloed van het Verenigd Koninkrijk in Egypte. De Britse regering hielp de Khedive zijn gezag te herstsllen.
Er waren twee versies van de medaille, de eerste was onder de op de voorzijde afgebeelde sfinx met het jaartal "1882" gegraveerd. De tweede versie was hetzelfde, maar zonder het jaartal "1882".
Alle ontvangers van de medaille waren ook in aanmerking voor een Khedive's Star. Het nummer, rang, naam en regiment van de drager zijn gegraveerd op de rand. Bij officieren werd de vermelding van het regiment weggelaten. Op de achterkant, de Sfinx op een voetstuk met het woord "Egypte" hierboven. 
Men ziet de medaille vaak samen met de Khedive's Star.
De medaille werd tot 1889 uitgereikt.

## De medaille
De ronde, zilveren medaille heeft een diameter van 36millimeter.
Op de voorzijde is binnen het Latijnse rondschrift "VICTORIA REGINA ET IMPERTATRIX." (Larijn voor "Victoria, Koningin en Keizerin" het gesluierde hoofd van Koningin Victoria van het Verenigd Koninkrijk afgebeeld. 
Op de keerzijde is de Sfinx op een voetstuk afgebeeld, met daarboven het woord "Egypte". De medaille was met een zilveren gesp aan het lint bevestigd.
Men droeg de medaille aan een blauw-wit-blauw-wit-blauw lint op de linkerborst.

## Gespen
- Alexandria 11 July
- Tel-El-Kebir
- Suakin 1884
- El-Teb
- Tamaai
- El-Teb-Tamaai
- The Nile 1884-85. Deze gesp werd toegekend aan de mannen die die op of vóór 7 maart 1885 ten zuiden van Assouan werden ingezet als onderdeel van de expeditie die in Khartoum belegerde Generaal George Gordon moest ontzetten.
- Abu Klea
- Kirbekan. Deze gesp werd toegekend aan de deelnemers aan de expeditie die daadwerkelijk Khartoum bereikten en werd alleen samen met de "The Nile" gesp uitgereikt.
- Suakin 1885
- Tofrek
- Gemaizah 1888
- Toski 1889